# Административное деление Великого княжества Литовского
Административно-территориальное деление Великого княжества Литовского представляло собой с XIII по начало XV века строй удельных княжений, где княжили династии Рюриковичей и Гедиминовичей, находившихся в вассальной зависимости от монарха (господаря), являвшегося носителем законодательной, исполнительной, судебной, военной власти.

## История
Процесс становления Великого княжества Литовского как суверенного государства начался в конце XII века с объединения некоторых русских княжеств с балтским племенами княжеств под единой властью, и продолжался в XIII—XIV веках, когда в его состав были включены земли Западной Руси. С XIV века столицей государства становится Вильна. Территория Великого княжества Литовского составляла 900 000 км². Границы его на севере соприкасались с Ливонией, Псковской и Новгородской землями, на востоке — с Московским и Рязанским княжествами, на юго-востоке — с Золотой Ордой, на юге — с Крымским ханством, на юго-западе — с Молдавским государством, на западе — с Польшей, на северо-западе — с Орденом крестоносцев.

### XII—XIII века
В XII—XIII веках территория Великого княжества Литовского делилась на две части: центральную (главную), земли граничащие (прислушивающиеся). Центральную часть (политическое ядро государства) составляли Ошмянская, Браславская, Берестейская, Виленская, Вилкамирская, Волковысская, Городенская, Клецкая, Кобринская, Копыльская, Лидская, Менская, Мстиславская, Несвижская, Новоградская, Пинская, Речицкая, Слонимская, Слуцкая, Трокская, Туровская и Упитская земли, в истории известные под общим термином «Литва».
Новогрудская земля (с 1413 – в составе Троцкого воеводства, с 1507 – Новогрудское воеводство)
около 1306 – Полоцкое княжество (с 1504 – воеводство)
1320 – Витебское княжество (с 1511 – воеводство)
1322 - Берестейская земля (с 1413 – в составе Троцкого воеводств, с 1513 – в Подляшско-Берестейском воеводстве, с 1565 – Берестейское воеводство)
Подляшье (с 1413 в составе Троцкого воеводства, с 1513 в Подляшско-Берестейском (с 1520 – Подляшское) воеводство, с 1569 – в составе Польского королевства)
1320-я Туровское княжество (с 1413 в Троцком воеводстве, с 1566 в Пинском повете Берестейского воеводства)
Пинское княжество (с 1413 – в составе Троцкого воеводства, с 1556 – староство, с 1565 – Пинский повет Берестейского воеводства)
Кобринское княжество (с 1413 – в составе Троцкого воеводства)
Слуцкое княжество (княжество с 1395 по 1791, с 1507 входило с состав Новогрудского воеводства)
Менское княжество (1326-1565 – наместничество, с 1565 – воеводство)
Друцкое княжество (с 1565 в Оршанском повете Витебского воеводства)
Торопецкое княжество (в XV в. – повет, который подчинялся Смоленску, с начала XVI в. – спорная территория с Великим княжеством Московским, в 1503 году утверждена за Москвой)
Ржевская земля (спорная территория с Великим княжеством Московским до 1449, далее перешла к Москве)
1340 – Волынская земля (с 1565 – воеводство, с 1569 – в составе Польского королевства)
1348? – Свислочское княжество (с 1348? – волость, XV в. – в подчинении Виленского и Троцкого воеводств, в 1-й половине XVI в Виленском воеводстве, с 1565 частично в Минском повете Минского воеводства, частично в Оршанском повете Витебского воеводства)
1359 – Мстиславское княжество (1359-1380-я – наместничество, с 1495 в Виленском воеводстве)
1350-60-я Черниговско-Северская земля (1503-1618 в составе Вяликого княжества Московского, кроме Любеча (с 1508) и Гомеля (с 1537), 1618-1667 в составе Речи Посполитой, с 1667 в составе Русского царства)
Киевская земля (с 1471 - воеводство)
Подольское княжество (с 1566 – восточная часть в составе Брацловского воеводства, западная часть в Королевстве Польском, с 1772 – западная часть в составе Австрии, с 1793 – восточная часть в составе Российской империи)
1403 – Вяземское княжество (с 1495 в составе Великого княжества Московского)
1404 – Смоленская земля (с 1508 – воеводство, 1514-1613 - в составе Русского царства, с 1667 – в составе Русского царства)

### 1411—1565 годы
Трактатом заключенным 1 февраля 1411 в Торуни, Тевтонский орден вернул Литве Жмудь, управление которым было немедленно поручено „старосте Жмудскому", хотя официально Жемайтская земля имела статус княжества.
Акт об унии в Городло в 1413 г. дал начало литовскому сенату. На этом Сейме было принято решение: «так же на Литве, как и в Польше, высокопоставленные лица, кресла и посты, такие как воеводы и каштеляны в Троках и на других местах, где это оказывается необходимым» . В Городло в 1413 г. впервые упоминаются Воеводы и Каштеляны Виленский и Трокский. Уже два года существовал Староста Жмудский, и год - Маршалок земский.
В 1413 году, на сейме, были образованы Виленское и Трокское воеводства. Территории, не вошедшие в состав этих воеводств, сохраняли статус автономных земель.
В 1362 г. Ольгерд посадил на княженние Киевское - Владимира, сына своего. Владимир Ольгердович княжил в Киеве до 1395 г., в котором он был смещен, а  место его на Киевское княжение занял его брат Скиригайло Ольгердович, который однако умер уже в 11 января 1396. После  его смерти наместником Киевским, от имени Витольда, стал князь Иван Ольгимундович (Гольшанский). Из его приемников на наместничество встречаем:  Михаила Ивановича (Гольшанского), наместник или воевода Киевский 1422 —1433. Jursza, ранее староста  Луцкий, воевода Киевский 1437 —1438. Принц Казимир, став великим князем литовским, вернул Киев сыну князя Владимира Ольгердовича, Олелько в 1443 г. Князь Олелько Владимирович умер в 1455, а после него стал сын его, князь Семен Олелькович, умер 3 декабря 1470. Король, вдове и потомству умершего князя дал Пинск, а княжество Киевское, наравне с другими землями, превратились в литовскую провинцию, основав в начале 1471 г., третье на Литве воеводство.
С 1503 года начинают именоваться воеводами наместники Витебской земли, а после 1511 года за ней окончательно закрепляется статус воеводства.
Около 1504 года на основе Полоцкой земли образовано Полоцкое воеводство.
В 1507 году из состава Виленского воеводства выделено Новогородское (Новогрудское) воеводство.
В 1513 году из нескольких поветов Трокского воеводства создано Подляшское воеводство.

### 1565 год — конец XVIII века

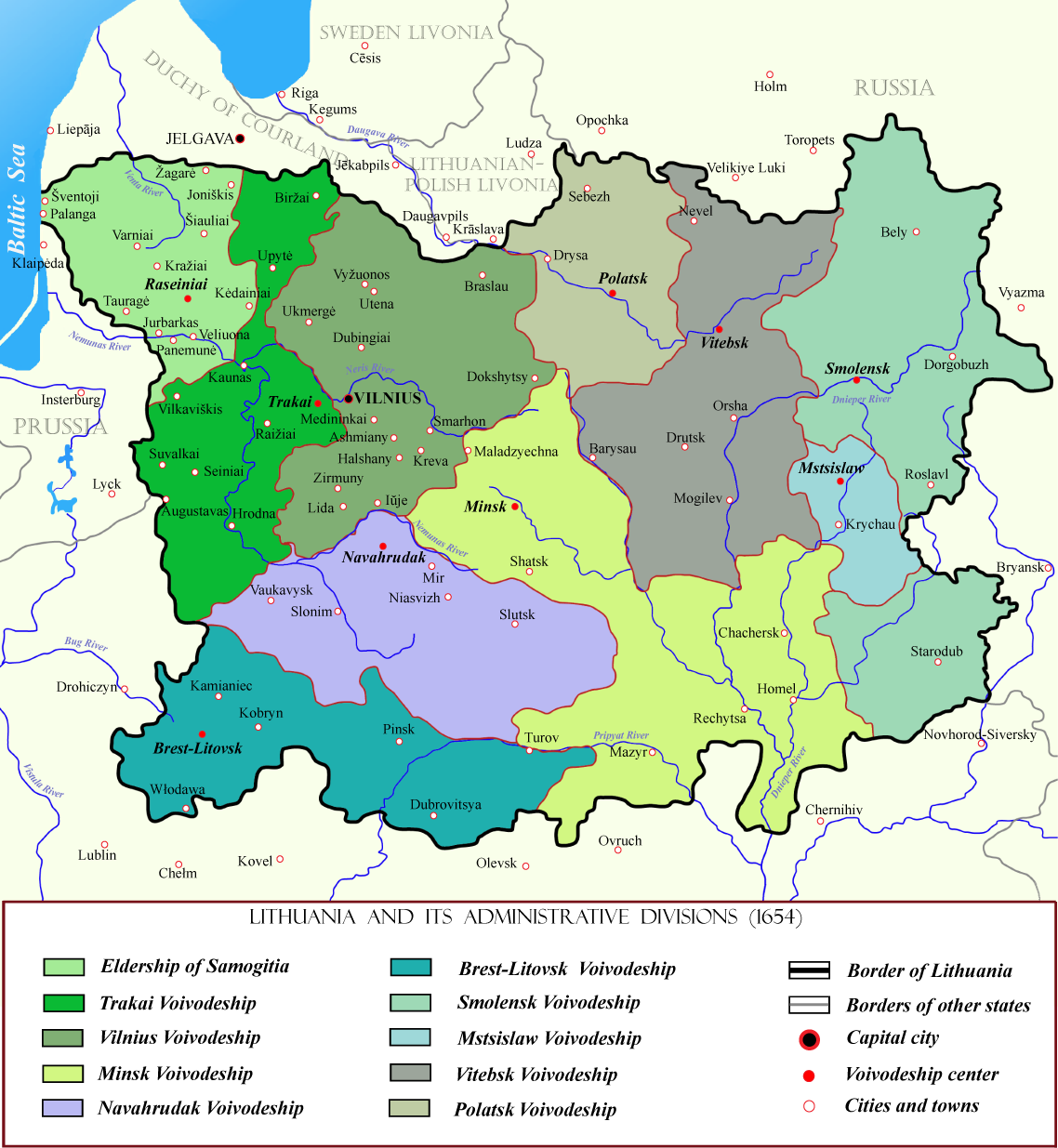
Административное деление Великого княжества Литовского на 1654 год

В 1565—1566 годах в Великом княжестве Литовском была проведена административная реформа, в результате которой утвердилось следующие административное деление государства:
- Берестейское воеводство (Берестейский и Пинский);
- Брацлавское воеводство (с 1569 года в составе Короны Королевства Польского);
- Виленское воеводство (Браславский, Виленский, Лидский, Ошмянский и Вилькомирский поветы);
- Витебское воеводство (Витебский и Оршанский поветы);
- Волынское воеводство (с 1569 года находилось в составе Короны Королевства Польского);
- Киевское воеводство (с 1569 года находилось в составе Короны Королевства Польского);
- Минское воеводство (Минский, Речицкий и с 1569 года Мозырский поветы);
- Мстиславское воеводство (без поветов);
- Новогрудское воеводство (Волковысский, Новогрудский, Слонимский поветы);
- Подляшское воеводство (с 1569 года в составе Короны Королевства Польского);
- Полоцкое воеводство (без поветов);
- Трокское воеводство (Трокский, Упитский, Гродненский и Ковенский поветы).
- Смоленское воеводство (2 повета)

Такое административно-территориальное деление (за вычетом воеводств отошедших после Люблинской унии к Короне Королевства Польского) было закреплено Статутом Великого княжества Литовского 1588 года и просуществовало до конца XVIII века.